# Italienische Fußballmeisterschaft 1912/13
Die Italienische Fußballmeisterschaft 1912/13 war die 16. italienische Fußballmeisterschaft, die von der Federazione Italiana Giuoco Calcio (FIGC) ausgetragen wurde. Zum ersten Mal durften Mannschaften aus Süditalien an der Meisterschaft teilnehmen.

## Organisation
Es wurde zunächst ein Meister von Nord- und einer von Süditalien ermittelt, wobei die Vereine der einzelnen Regionen zuerst gegeneinander spielten und dann in einer Finalrunde jeweils der Sieger im Norden beziehungsweise im Süden ermittelt wurde. Die beiden siegreichen Mannschaften spielten dann in einem Endspiel den italienischen Fußballmeister 1912/13 aus. Erstmals nahmen aus dem Norden der FC Novara, Racing Libertas Milano, Volontari Venedig und der FC Modena teil. Außerdem gab es durch erstmalige Teilnahme des Südens 10 weitere Debütanten, darunter u. a. Lazio Rom und Vorgängervereine der AS Rom und der SSC Neapel.

## Norditalien

### Piemont
Die zwei besten Mannschaften aus dem Piemont qualifizierten sich für die Endrunde im Norden.
| Pl. | Verein              | Sp. | S | U | N | Tore    | Punkte |
| --- | ------------------- | --- | - | - | - | ------- | ------ |
| 1.  | SG Pro Vercelli (M) | 10  | 9 | 1 | 0 | 038:200 | 19     |
| 2.  | AS Casale           | 10  | 5 | 3 | 2 | 015:800 | 13     |
| 3.  | FC Turin            | 10  | 5 | 1 | 4 | 035:210 | 11     |
| 4.  | Piemonte FC         | 10  | 5 | 0 | 5 | 016:370 | 10     |
| 5.  | FC Novara           | 10  | 1 | 2 | 7 | 013:280 | 04     |
| 6.  | Juventus Turin      | 10  | 1 | 1 | 8 | 014:350 | 03     |

(M) Vorjahresmeister

### Lombardei und Ligurien
Die zwei besten Mannschaften Liguriens und der Lombardei qualifizierten sich für die Endrunde des Nordens.
| Pl. | Verein                 | Sp. | S | U | N | Tore    | Punkte |
| --- | ---------------------- | --- | - | - | - | ------- | ------ |
| 1.  | AC Mailand             | 10  | 9 | 0 | 1 | 030:800 | 18     |
| 2.  | CFC Genua              | 10  | 8 | 0 | 2 | 033:120 | 16     |
| 3.  | Inter Mailand          | 10  | 6 | 0 | 4 | 024:140 | 12     |
| 4.  | SG Andrea Doria        | 10  | 4 | 1 | 5 | 020:300 | 09     |
| 5.  | US Milanese            | 10  | 1 | 2 | 7 | 011:240 | 04     |
| 6.  | Racing Libertas Milano | 10  | 0 | 1 | 9 | 008:340 | 01     |

### Emilia-Romagna und Venetien
Die beiden besten Mannschaften in der Qualifikationsrunde der Emilia-Romagna und Venetiens nahmen an der Endrunde des Nordens teil.
| Pl. | Verein            | Sp. | S | U | N | Tore    | Punkte |
| --- | ----------------- | --- | - | - | - | ------- | ------ |
| 1.  | Vicenza Calcio    | 10  | 7 | 2 | 1 | 032:100 | 16     |
| 2.  | Hellas Verona     | 10  | 8 | 0 | 2 | 028:100 | 16     |
| 3.  | SSC Venedig       | 10  | 6 | 2 | 2 | 028:600 | 14     |
| 4.  | Volontari Venedig | 10  | 3 | 2 | 5 | 019:290 | 08     |
| 5.  | FC Bologna        | 10  | 2 | 0 | 8 | 014:300 | 04     |
| 6.  | FC Modena         | 10  | 1 | 0 | 9 | 006:420 | 02     |

### Finalrunde
Die beste Mannschaft Norditaliens qualifizierte sich für das Finale.
| Pl. | Verein              | Sp. | S | U | N | Tore    | Punkte |
| --- | ------------------- | --- | - | - | - | ------- | ------ |
| 1.  | SG Pro Vercelli (M) | 10  | 8 | 2 | 0 | 022:100 | 18     |
| 2.  | CFC Genua           | 10  | 6 | 1 | 3 | 021:130 | 13     |
| 3.  | AC Mailand          | 10  | 5 | 2 | 3 | 021:100 | 12     |
| 4.  | AS Casale           | 10  | 4 | 3 | 3 | 022:130 | 11     |
| 5.  | Vicenza Calcio      | 10  | 1 | 2 | 7 | 008:250 | 04     |
| 6.  | Hellas Verona       | 10  | 1 | 0 | 9 | 007:390 | 02     |

| (M) | Vorjahresmeister |

## Süditalien

### Latium
Die beste Mannschaft der Liga im Latium qualifizierte sich für die Finalrunde des Südens.
| Pl. | Verein             | Sp. | S | U | N  | Tore    | Punkte |
| --- | ------------------ | --- | - | - | -- | ------- | ------ |
| 1.  | Lazio Rom          | 10  | 8 | 2 | 0  | 055:900 | 18     |
| 2.  | Juventus Audax Rom | 10  | 6 | 2 | 2  | 025:210 | 14     |
| 3.  | Audace Roma        | 10  | 6 | 1 | 3  | 027:220 | 13     |
| 4.  | Roman              | 10  | 5 | 1 | 4  | 026:150 | 11     |
| 5.  | Pro Roma           | 10  | 2 | 0 | 8  | 009:550 | 04     |
| 6.  | Alba Roma          | 10  | 0 | 0 | 10 | 000:200 | 0      |

### Toskana
Die beste Mannschaft der Toskana qualifizierte sich für die Endrunde im Süden.
| Pl. | Verein             | Sp. | S | U | N | Tore    | Punkte |
| --- | ------------------ | --- | - | - | - | ------- | ------ |
| 1.  | Virtus Juventusque | 6   | 4 | 1 | 1 | 011:800 | 09     |
| 2.  | SPES Livorno       | 6   | 2 | 3 | 1 | 015:900 | 07     |
| 3.  | CS Firenze         | 6   | 2 | 0 | 4 | 007:160 | 04     |
| 3.  | SC Pisa            | 6   | 1 | 2 | 3 | 006:600 | 04     |

### Kampanien
Die beste Mannschaft aus Kampanien qualifizierte sich über Hin- und Rückspiel für die Endrunde im Süden.
|                       | Gesamt |           | Hinspiel | Rückspiel |
| --------------------- | ------ | --------- | -------- | --------- |
| Internazionale Napoli | 3:5    | FC Naples | 1:2      | 2:3       |

### Finalrunde
Die beste Mannschaft aus Süditalien qualifizierte sich über zwei Ausscheidungsrunden für das Endspiel um die italienische Meisterschaft.
1. Runde
|                    | Gesamt |           | Hinspiel | Rückspiel |
| ------------------ | ------ | --------- | -------- | --------- |
| Virtus Juventusque | 1:6    | Lazio Rom | 1:3      | 0:3       |

2. Runde
|           | Gesamt |           | Hinspiel | Rückspiel |
| --------- | ------ | --------- | -------- | --------- |
| FC Naples | 2:3    | Lazio Rom | 1:2      | 1:1       |

## Finale
Das Endspiel um die italienische Fußballmeisterschaft 1912/13 fand am 1. Juni 1913 in Genua statt.
|                 | Ergebnis |           |
| --------------- | -------- | --------- |
| SG Pro Vercelli | 6:0      | Lazio Rom |

## Meister
Damit gewann die SG Pro Vercelli zum fünften Mal und zum dritten Mal in Folge die italienische Fußballmeisterschaft.
| Meister         |
| SG Pro Vercelli |

### Meistermannschaft
- Giovanni Innocenti
- Angelo Binaschi
- Modesto Valle
- Guido Ara
- Giuseppe Milano I
- Pietro Leone
- Felice Milano II
- Felice Berardo II
- Pietro Ferraro I
- Carlo Rampini I
- Carlo Corna